# Johann Christian Ohlhorst
Johann Christian Ohlhorst   (Halberstadt, 1753 - Polònia, segle XIX (>1812)), fou un actor i compositor alemany.
Fou successivament actor còmic, cantant i director d'orquestra de la companyia de Tilly, per a la qual va compondre nombroses operetes, entre les que cal citar les titulades Adelstan und Rosette, Das Jahferst i Die Zigeuner.